# Colonna sonora di Buffy l'ammazzavampiri
L'uso della musica ha avuto un ruolo chiave nel Buffyverse, sia nella serie Buffy l'ammazzavampiri che nel successivo spin-off Angel.
| Discografia del Buffyverse | Anno di pubblicazione |
| -------------------------- | --------------------- |
| Colonna sonora del film    | 1992                  |
| Buffy: The album           | 1999                  |
| Once more, with feeling    | 2002                  |
| Radio Sunnydale UK         | 2003                  |
| Radio Sunnydale USA        | 2003                  |

## Buffy: The album
L'album è stato pubblicato l'8 novembre 1999.
| Brano                               | Autore                        |
| ----------------------------------- | ----------------------------- |
| Buffy The Vampire Slayer Theme      | Nerf Herder                   |
| Teenage FBI                         | Guided By Voices              |
| Temptation Waits                    | Garbage                       |
| Strong                              | Velvet Chain                  |
| I Quit                              | Hepburn                       |
| Over my Head                        | Furslide                      |
| Lucky                               | Bif Naked                     |
| Keep Myself Awake                   | Black Lab                     |
| Virgin State of Mind                | K's Choice                    |
| Already Met You                     | Superfine                     |
| The Devil You Know                  | Face To Face                  |
| Nothing But You                     | Kim Ferron                    |
| It Doesn't Matter                   | Alison Krauss & Union Station |
| Wild Horses                         | The Sunday's                  |
| Pain                                | Four Star Mary                |
| Charge                              | Splendid                      |
| Transylvanian Concubine             | Rasputina                     |
| Close Your Eyes (Buffy/Angel Theme) | Christophe Beck               |

## Once more, with feeling
L'album è stato pubblicato il 28 ottobre 2002.
| Brano                                           | Autore                               |
| ----------------------------------------------- | ------------------------------------ |
| Overture / Going Through The Motions            | Produzione di Buffy l'ammazzavampiri |
| I've Got A Theory / Bunnies / If We're Together | Produzione di Buffy l'ammazzavampiri |
| The Mustard                                     | Produzione di Buffy l'ammazzavampiri |
| Under Your Spell                                | Produzione di Buffy l'ammazzavampiri |
| I'll Never Tell                                 | Produzione di Buffy l'ammazzavampiri |
| The Parking Ticket                              | Produzione di Buffy l'ammazzavampiri |
| Rest In Peace                                   | Produzione di Buffy l'ammazzavampiri |
| Dawn's Lament                                   | Produzione di Buffy l'ammazzavampiri |
| Dawn's Ballet                                   | Produzione di Buffy l'ammazzavampiri |
| What You Feel                                   | Produzione di Buffy l'ammazzavampiri |
| Standing                                        | Produzione di Buffy l'ammazzavampiri |
| Under Your Spell / Standing - Reprise           | Produzione di Buffy l'ammazzavampiri |
| Walk Through The Fire                           | Produzione di Buffy l'ammazzavampiri |
| Something To Sing About                         | Produzione di Buffy l'ammazzavampiri |
| What You Feel - Reprise                         | Produzione di Buffy l'ammazzavampiri |
| Where Do We Go From Here?                       | Produzione di Buffy l'ammazzavampiri |
| Coda                                            | Produzione di Buffy l'ammazzavampiri |
| End Credits (Broom Dance/Grr Arrgh)             | Produzione di Buffy l'ammazzavampiri |
| Main Title                                      | Produzione di Buffy l'ammazzavampiri |
| Suite from "Restless"                           | Christophe Beck                      |
| Suite From "Hush"                               | Christophe Beck                      |
| Sacrifice (from "The Gift")                     | Christophe Beck                      |
| Something To Sing About (Demo)                  | Kai Cole & Joss Whedon               |

## Radio Sunnydale UK
L'album è stato pubblicato il 30 settembre 2003.
| Brano                            | Autore             |
| -------------------------------- | ------------------ |
| Buffy Main Title Theme           | The Breeders       |
| Bohemian Like You                | The Dandy Warhols  |
| Everybody Got Their Something    | Nikka Costa        |
| Dead Guys With Bombs             | Christophe Beck    |
| Key                              | Devics             |
| Sound Of The Revolution          | Lunatic Calm       |
| Ballad For Dead Friends          | Dashboard Prophets |
| Blue                             | Angie Hart         |
| Pavlov's Bell                    | Aimee Mann         |
| That Kind Of Love                | Alison Krauss      |
| Sink Or Float                    | Aberdeen           |
| Still Life                       | Patty Medina       |
| Blackcat Bone                    | Laika              |
| Just As Nice                     | Man Of The Year    |
| I Can't Take My Eyes Off You     | Melanie Doane      |
| Keeps Shining On Me              | Fonda              |
| Runaway                          | Halo Friendlies    |
| Summerbreeze                     | Emiliana Torrini   |
| Sugar Water                      | Cibo Matto         |
| The Final Fight (Original Score) | Rob Duncan         |
| Buffy Theme                      | Nerf Herder        |

## Radio Sunnydale USA
L'album è stato pubblicato il 20 ottobre 2003.
| Brano                            | Autore             |
| -------------------------------- | ------------------ |
| Buffy Main Title Theme           | The Breeders       |
| Stop Thinking About It           | Joey Ramone        |
| Bohemian Like You                | The Dandy Warhols  |
| Everybody Got Their Something    | Nikka Costa        |
| Key                              | Devics             |
| Sound of the Revolution          | Lunatic Calm       |
| Ballad for Dead Friends          | Dashboard Prophets |
| Blue                             | Angie Hart         |
| Pavlov's Bell                    | Aimee Mann         |
| There's No Other Way             | Blur               |
| Prayer of Saint Francis          | Sarah McLachlan    |
| The Final Fight (Original Score) | Rob Duncan         |